# Loma de la Silla
Loma de la Silla är en ort i Mexiko.   Den ligger i kommunen Acatepec och delstaten Guerrero, i den sydöstra delen av landet, 240 km söder om huvudstaden Mexico City. Loma de la Silla ligger 1 702 meter över havet och antalet invånare är 261.
Terrängen runt Loma de la Silla är kuperad österut, men västerut är den bergig. Runt Loma de la Silla är det ganska glesbefolkat, med 42 invånare per kvadratkilometer. Närmaste större samhälle är Acatepec, 6,4 km norr om Loma de la Silla. I omgivningarna runt Loma de la Silla växer huvudsakligen savannskog.